# Bae Suah
Bae Suah (ur. 1965 w Seulu) – południowokoreańska pisarka i tłumaczka literatury z języka niemieckiego.

## Życiorys
Urodziła się w 1965 roku w Seulu. Studiowała chemię na uniwersytecie w rodzinnym mieście. Po ukończeniu nauki pracowała jako urzędniczka w porcie lotniczym Seul-Gimpo.
Zadebiutowała w 1993 roku na łamach magazynu literackiego, zaś jej pierwsza powieść ukazała się dwa lata później. W 2002 roku całkowicie poświęciła się literaturze, porzucając wcześniejszą pracę. W jej dorobku literackim znajdują się zbiory opowiadań, powieści oraz eseje. Do cech charakterystycznych jej utworów literackich należą nagłe zmiany czasu i perspektywy, a także częste powtórzenia. Wiele ze stworzonych przez nią postaci obarczona jest traumatycznymi zdarzeniami w przeszłości, które rzutują na ich dalsze życie. W przeszłości zarzucono autorce, że swoje niekonwencjonalne utwory tworzy w „nie-koreańskim” stylu.
Od 2004 roku tłumaczy literaturę niemieckojęzyczną na język koreański, w tym utwory takich autorów, jak Hermann Hesse, Franz Kafka, W.G. Sebald, Peter Handke, Robert Walser czy Jenny Erpenbeck. Nauczyła się języka niemieckiego podczas pobytu w Berlinie (2001), do którego później regularnie wracała. W Berlinie napisała powieść Przemilczana noc i dzień, z kolei w Korei zajmuje się przekładem.
Laureatka nagród literackich Hanguk Ilbo (2003) oraz Tongseo (2004).

## Dzieła wydane w jęz. polskim
- Przemilczana noc i dzień. Karolina Ignaczak (tłum.). Kwiaty Orientu, 2022. ISBN 978-83-66658-17-2. Brak numerów stron w książce
- Ten, którego szukam. Joanna Pienio-Danielak (tłum.). Tajfuny, 2023. ISBN 978-83-67034-17-3. Brak numerów stron w książce